# Laura O'Sullivan
Laura O'Sullivan-Jones (23 agosto 1991) è una calciatrice gallese, portiere del Gwalia United e della nazionale gallese.

## Palmarès

### Individuale
- Calciatrice gallese dell'anno: 1

2017